# Kościół Niepokalanego Poczęcia Najświętszej Maryi Panny w Wilnie
Kościół Niepokalanego Poczęcia Najświętszej Maryi Panny w Wilnie – kościół położony przy ulicy Sėlių g. 17 w centrum dzielnicy Zwierzyniec. Zbudowany został w latach 1911-25.

## Historia kościoła i parafii

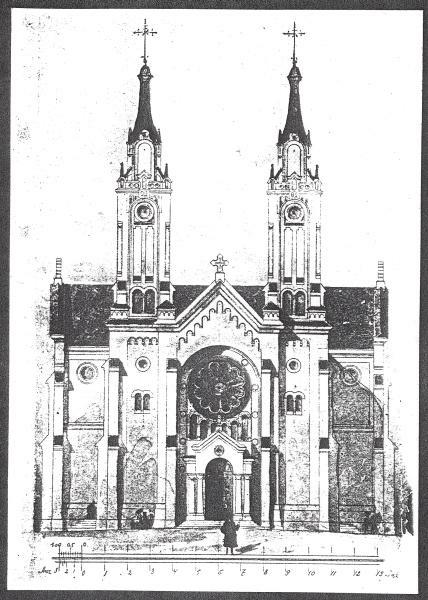
Pierwotny projekt świątyni

W 1907 władze miasta Wilna przekazały ziemię pod budowę kościoła. Zaprojektowanie świątyni powierzono architektowi Wacławowi Michniewiczowi. W dwa lata później projekt był gotowy a w 1911 rozpoczęto prace przy budowie kościoła; kierował nimi proboszcz kościoła św. Rafała Jan Adamowicz, jako że nowy kościół powstać miał na terenie tej parafii.
W 1914 wybudowano ściany kościoła, a dalsze prace przerwał wybuch I wojny światowej.
W 1923 biskup Jerzy Matulewicz podzielił dotychczasową parafię św. Rafała, utworzył nową parafię Niepokalanego Poczęcia Najświętszej Maryi Panny i określił jej granice; wznowiono prace przy budowie kościoła. Do 1925, w czasie probostwa ks. Aniceta Butkiewicza wymurowano sklepienia, otynkowano i pobielono ściany. Kryzys gospodarczy z lat 1929-1930 i ogólne trudności finansowe spowodowały, iż nie udało się ukończyć budowy kościoła – nie zostały bowiem wybudowane wieże i kopuła na skrzyżowaniu naw, jak przewidywał projekt Michniewicza.
Druga wojna światowa nie spowodowała większych strat w substancji kościoła; był on czynny bez przerwy.
W 1956 biskup Julijonas Steponavičius konsekrował kościół. W dwa lata później przeprowadzono jego remont.
W latach 1969–1990, za probostwa ks. Stanisława Lidysa wyposażono kościół w główny ołtarz i witrażowe obrazy św. Kazimierza, św. Cecylii i bł. Jerzego Matulewicza. Uporządkowano też teren wokół kościoła.
W 1994 arcybiskup wileński i późniejszy kardynał, Audrys Bačkis powierzył Księżom Marianom opiekę duszpasterską nad parafią Niepokalanego Poczęcia Najświętszej Maryi Panny.
W latach 1994–2004 zamontowano witraże z tajemnicami różańcowymi oraz wyremontowano pomieszczenia pomocnicze i system grzewczy.
Do parafii pw. Niepokalanego Poczęcia NMP należą mieszkańcy wileńskich dzielnic: Karolinki, części Szeszkiń i Zwierzyńca. Msze św. w kościele odprawiane są po polsku i po litewsku.

## Architektura

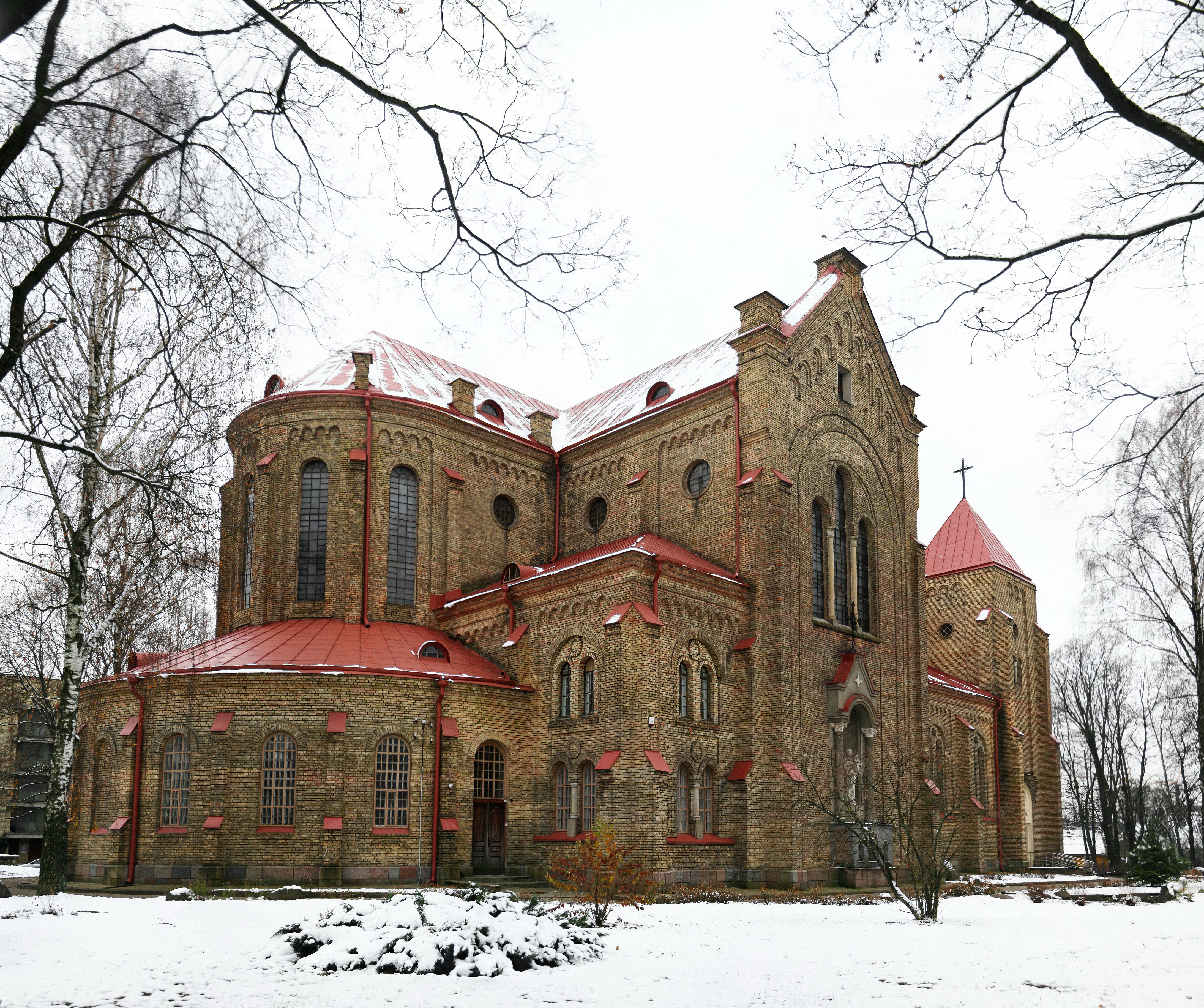
Prezbiterium z absydą

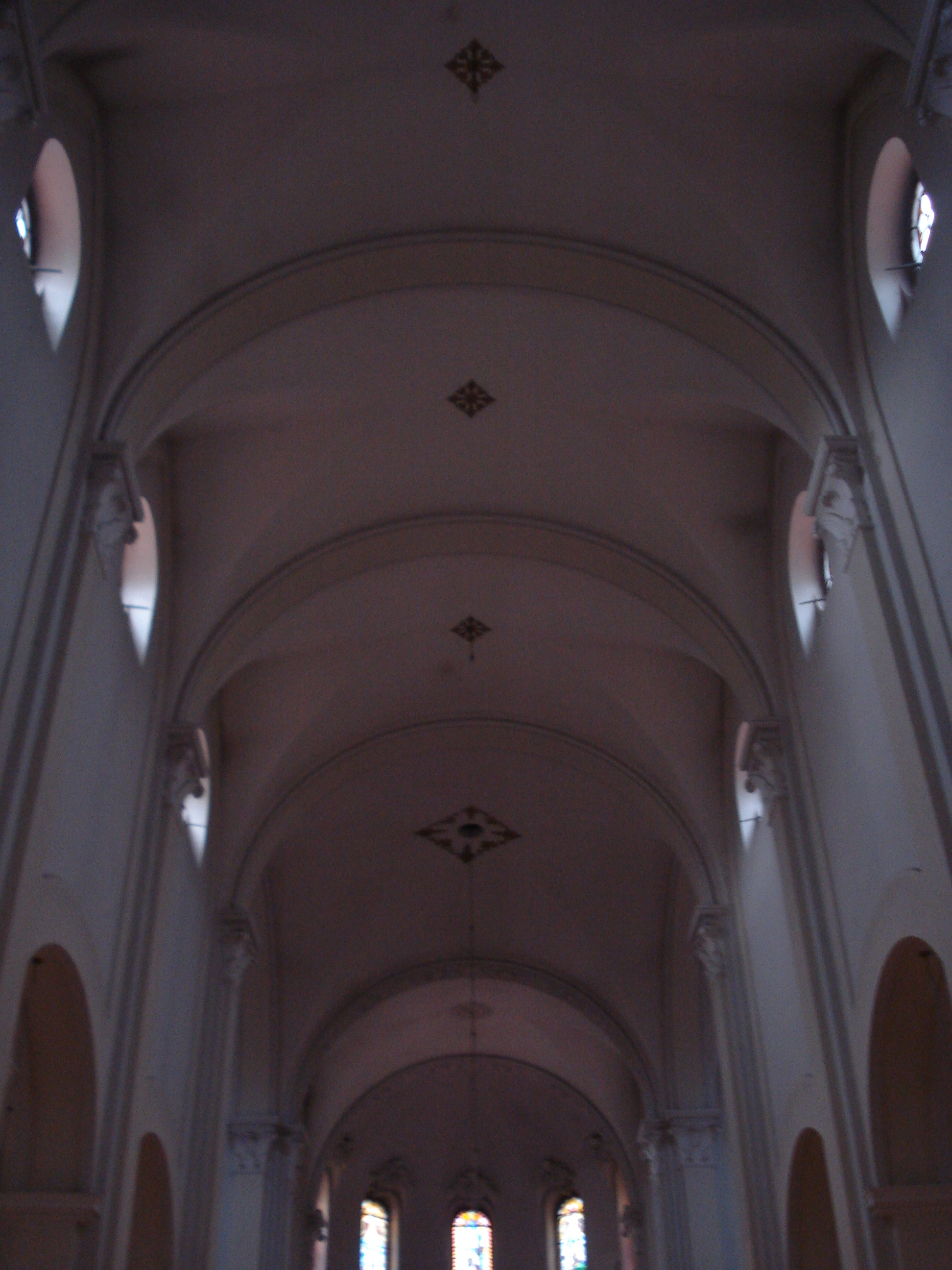
Nawa główna

Kościół Niepokalanego Poczęcia Najświętszej Maryi Panny jest budowlą bazylikową, trójnawową, z transeptem, wzniesioną w stylu neoromańskim na planie krzyża łacińskiego o długości 50 m, szerokości 32 m. Wysokość nawy głównej wynosi 23 m.  Budulcem była żółta cegła. Dach kościoła jest pokryty czerwoną blachą.
Fasadę z ozdobnym, trójkątnym szczytem flankują dwie niedokończone wieże o podstawie kwadratowej, zadaszone niewysokimi, namiotowymi dachami. Fasada góruje nad dachami wież. Dekoruje ją duża rozeta nad poczwórnym oknem przedzielonym kolumienkami. Podobny typ okien powtarza się w ścianach wież. W fasadzie znajduje się reprezentacyjny portal. Po obu jego stronach umieszczone są nisze z posągami Matki Boskiej i Ukrzyżowania. Nisze z posągami także zdobią transept i boczną fasadę, gdzie znajduje się kopia rzeźby św. Jacka dłuta Bolesława Bałzukiewicza. Prezbiterium zamyka niska, półkolista absyda.
Wnętrze kościoła, przedzielone rzędami potężnych kolumn, jest typowo romańskie. Nawa główna o sklepieniu kolebkowo-krzyżowym jest skąpo oświetlona przez wysoko osadzone, niewielkie okna. W ołtarzu głównym znajduje się wielofiguralna rzeźba z białego marmuru przedstawiająca Ostatnią Wieczerzę, wzorowana na znanym obrazie Leonarda da Vinci. Powyżej są umieszczone marmurowe płaskorzeźby wileńskich kościołów. W ołtarzach transeptu umieszczone są kopie obrazów Madonny – Ostrobramskiej i Częstochowskiej. W oknach znajdują się witraże.